# أندريه نيسماتشني
أندريه نيسماتشني (بالأوكرانية: Несмачний Андрій Миколайович)‏ (مواليد 28 فبراير 1979) هو لاعب كرة قدم. يلعب مع منتخب أوكرانيا لكرة القدم. سبق له أن لعب في كأس العالم لكرة القدم مع منتخب بلاده.

## روابط خارجية
- أندريه نيسماتشني على موقع الاتحاد الدولي (مؤرشف)  (الإنجليزية)
- أندريه نيسماتشني على موقع اتحاد أوكرانيا (الإنجليزية)
- أندريه نيسماتشني على موقع قاعدة بيانات كرة القدم.إي يو (الإنجليزية)
- أندريه نيسماتشني على موقع ناشيونال فوتبول تيمز (الإنجليزية)
- أندريه نيسماتشني على موقع Soccerway.com (الإنجليزية)
- أندريه نيسماتشني على موقع عالم كرة القدم.نت (الإنجليزية)
- أندريه نيسماتشني على موقع كووورة